# Chiesa di San Lorenzo in Miranda
La chiesa di San Lorenzo in Miranda è una delle chiese di Roma. Dedicata al diacono romano Lorenzo, è situata nel Foro Romano, all'interno del Tempio di Antonino e Faustina, e risale al VII o XI secolo.

## Storia
Il tempio di Antonino e Faustina potrebbe essere stato riutilizzato già a partire dal VII secolo come chiesa, in quanto era ritenuto il luogo dove san Lorenzo era stato condannato a morte. La chiesa di San Lorenzo in Miranda, che deve il suo nome alla bella vista (mirare) sul Foro, è però attestata dalle fonti solo a partire dall'XI secolo.
Venne costruita una scala che permetteva l'accesso al portico dal lato del foro, ma i successivi scavi archeologici che hanno riportato alla luce il livello originario della zona in epoca imperiale hanno reso impraticabile l'accesso da quel lato.
Nel 1429/1430 papa Martino V concesse la chiesa alla Universitas Aromatariorum, il "Collegio degli Speziali", i quali utilizzano ancor oggi i locali adiacenti alla chiesa per ospitare un museo ed anche un archivio che contiene, tra le altre, ricette firmate da Raffaello Sanzio. A seguito di questa concessione vennero costruite delle cappelle laterali.
Nel 1536 fu deciso di restaurare le forme originarie del tempio, rimuovendo le cappelle laterali e altre aggiunte. La sistemazione venne alterata nuovamente nel 1602 da Orazio Torriani, che rimodellò la chiesa dotandola di una singola navata con cappelle laterali. Nel 1801 iniziarono gli scavi archeologici.
L'aspetto della chiesa è molto simile al tempio originario, in quanto furono limitati i lavori che ne stravolgessero l'impianto: persino l'abside non venne mai costruita, preservando la struttura della cella del tempio.
Nell'attuale chiesa sono visibili diversi dipinti. Fra gli autori più celebri sono da citare Pietro da Cortona ed il Domenichino.